# Raúl Capablo
Raúl Capablo Elson, (nacido el 20 de diciembre de 1965 en Zaragoza, Aragón) es un exjugador de baloncesto español. Con 1.92 de estatura, su puesto natural en la cancha era el de alero.

## Trayectoria
Alevín, Infantil y Juvenil del Colegio Sant Gabriel (antiguo Sant Esteve) de Ripollet, Barcelona.
- Casablanca Zaragoza Juvenil.
- CN Helios Zaragoza Junior.
- 1983-88 CAI Zaragoza.
- 1988-89 Cajabilbao.
- 1989-93 Huesca la Magia.
- 1993-95 Juventud Alcalá.
- 1995-96 C.E. Maristas Lleida.
- 1996-97 La Salle Mahón.
- 1997-98 Menorca Basquet.